# Friedrich Ludger Kleinheidt

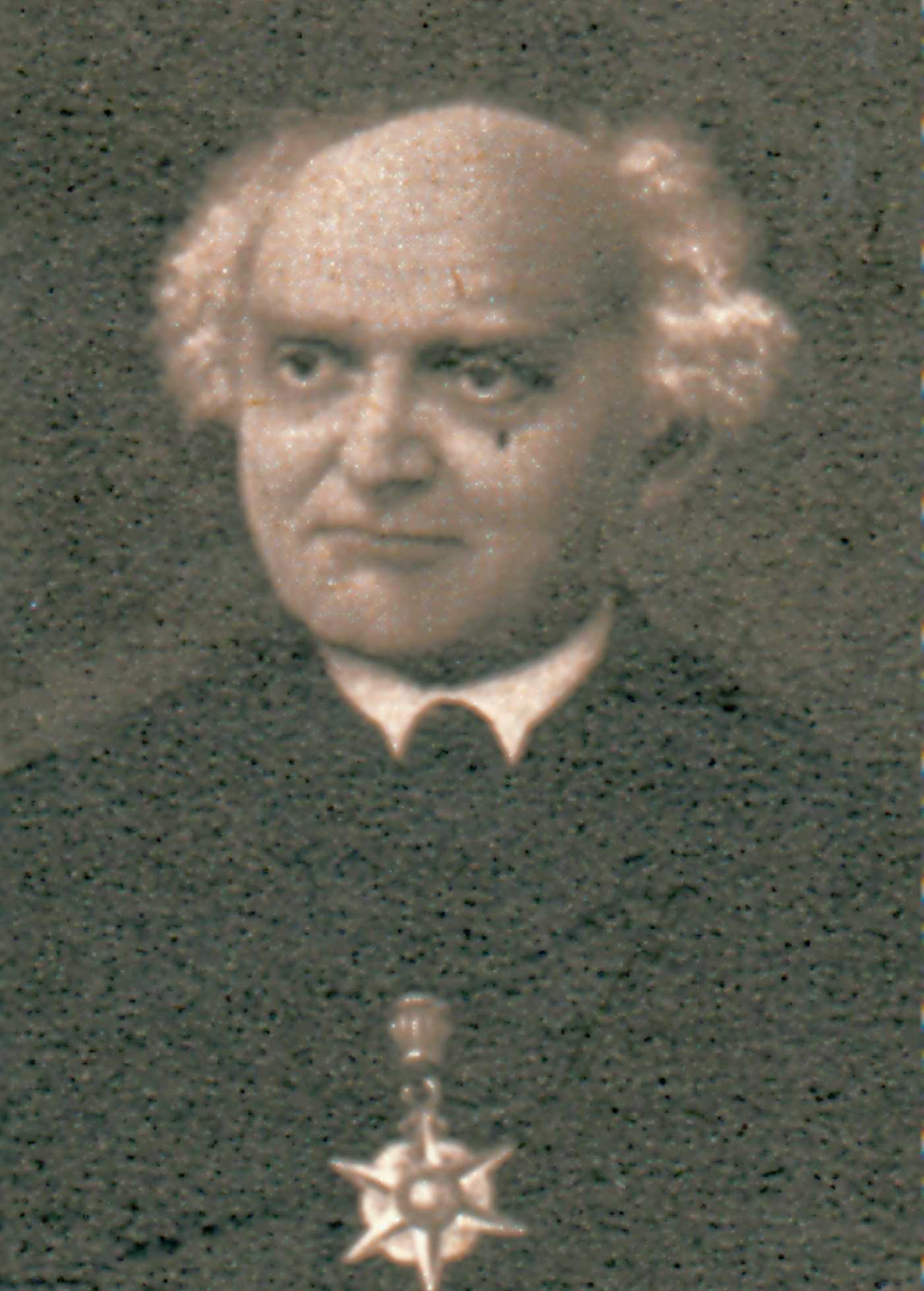
Friedrich Ludger Kleinheidt

Friedrich Ludger Kleinheidt (* 26. April 1830 in Heisingen (heute Essen-Heisingen); † 25. November 1894 in Köln) war von 1886 bis 1894 Generalvikar des Erzbischofs von Köln.
Der in Freiburg im Breisgau zum Dr. theol. promovierte Kleinheidt besuchte das Essener Königliche Gymnasium am Burgplatz zu Essen. Er empfing am 14. November 1852 in Köln die Priesterweihe und war anschließend als Kaplan in der Pfarrei St. Dionysius zu Krefeld tätig. Seit dem 15. Dezember 1854 als Repetent am Theologenkonvikt Collegium Albertinum zu Bonn, wurde er am 15. September 1859 zum Religionslehrer am Quirinus-Gymnasium zu Neuss ernannt.
Nachdem er seit dem 15. September 1865 als Pfarrer der Kölner Pfarrei St. Maria in der Kupfergasse tätig war, ereilte ihn am 2. Oktober 1866 die Ernennung zum Domkapitular und am 11. Oktober 1868 die Bestellung zum Präses am Priesterseminar. Nachdem er diese Stellung mit der Schließung des Seminares am 10. November 1875 verloren hatte, berief ihn Erzbischof Philippus Krementz am 25. Januar 1886 zu seinem Generalvikar.
Am 5. März 1893 wurde Kleinheidt wegen seiner Verdienste um die Ausbildung der Theologen zum Päpstlichen Hausprälaten ernannt. Am 5. August 1893 wurde er zum Kölner Domdechanten erhoben. Kleinheidt starb am 25. November 1894 und wurde in der Kapitelsgruft auf dem Melaten-Friedhof beigesetzt.